# Ecologische voetafdruk

Wereldkaart met landen volgens hun ecologische voetafdruk (2007).

De ecologische voetafdruk (ook mondiale voetafdruk of kortweg voetafdruk) voor een bepaald jaar is een getal dat weergeeft hoeveel biologisch productieve grond- en wateroppervlakte een bepaalde bevolkingsgroep in dat jaar gebruikt om zijn consumptieniveau te kunnen handhaven en zijn afvalproductie te kunnen verwerken. Het gaat om een hypothetisch getal, gemeten in mondiale hectares.
- Een mondiale hectare is 1 hectare van biologisch productieve ruimte aan (mondiale) gemiddelde productiviteit, rekening houdend met de huidige technologie.
- Een biologisch productieve oppervlakte is een deel van de aarde of de zee met een relevante activiteit van fotosynthese of biomassa-productie.
- De ecologische voetafdruk kan ook berekend worden voor een individu of gezin, voor een bedrijf, voor een bepaalde activiteit, een specifiek product, voor een land of voor de wereldbevolking in zijn geheel.

In tegenstelling tot de voetafdruk, die de negatieve milieubelasting meet, focust de ecologische handafdruk op de bijdrage die men levert aan een duurzamere samenleving.

## Introductie en Uitgangspunt
Als meetinstrument werd de methode van de voetafdruk in 1992-1993 geïntroduceerd aan de Canadese University of British Columbia door William Rees (Rees, 1996) en zijn promovendus Mathis Wackernagel (zie onder andere Chambers, Simmons & Wackernagel, 2000). De leidraad voor hun onderzoek was de vraag hoeveel oppervlakte vruchtbare grond er nodig zou zijn om een bepaalde bevolking voor onbeperkte duur te onderhouden, ongeacht waar op aarde die grond zich bevindt. In Nederland werd het begrip geïntroduceerd door Jan Juffermans van De Kleine Aarde in Boxtel.
Het uitgangspunt is dat elke consumptie omgerekend kan worden in een oppervlakte die voor de productie ervan nodig is. Dat maakt het mogelijk om de milieu-impact van verschillend consumptiegedrag (leefstijlen) of van verschillende bevolkingsgroepen (landen) met elkaar te vergelijken. Aangezien deze maatstaf ook werkt met een limiet aan bruikbare oppervlakte, geeft de Voetafdruk ook weer in welke mate de regeneratieve capaciteit van een bepaalde productieve oppervlakte, of van de aarde in haar geheel wordt aangetast. Zo kan de Voetafdruk nuttig zijn als indicator voor de duurzaamheid van bepaalde consumptiepatronen.

## Samenstellende elementen
De totale biologisch productieve ruimte wordt op basis van beredeneerde aannames en feitelijke data samengesteld uit volgende elementen:
- Landbouwgrond (akkerland): gebruikt voor de productie van plantaardige producten voor voedsel, veevoeder, vezels (katoen), rubber, enz. Hierbij wordt geen rekening gehouden met de effecten van de landbouw op milieuverontreiniging, uitputting van de grond en erosie. Deze effecten worden uiteindelijk wel verrekend in een Voetafdruk van een volgend jaar, naarmate zij op langere termijn de beschikbare vruchtbare grond zouden verminderen.
- Grasland (weidegrond, hooiland): grond die geschikt is voor de aanmaak van dierlijke producten zoals vlees, melk, wol, leer, enz. Hierbij kan ook licht beboste grond worden gerekend, voor zover die ook geschikt is voor veeteelt.
- Bossen: voor de productie van hout, brandstof, papier, enz. Zowel natuurlijke als aangeplante bossen worden hierbij gerekend.
- Visgronden: wateroppervlakte, geschikt voor het vangen en kweken van vis en andere dieren zoals mosselen enz. Het gaat hier vooral om zeewater, omdat 95% van de mariene productie afkomstig is van de kustwateren.
- Bebouwde grond: voor huizen, straten, infrastructuur, winkels, fabrieken, enz. Meestal bevinden menselijke vestigingen zich op productieve grond, waardoor deze oppervlakte ook meegeteld wordt in de Voetafdruk. Grond die nodig is voor het opwekken van zonne-energie of energie van wind- en waterkracht is hier ook inbegrepen.
- Het energieverbruik op basis van fossiele brandstoffen wordt omgezet in de productieve oppervlakte die nodig is om de CO2 uitstoot te absorberen, zodat geen CO2 wordt toegevoegd aan de reeds in de atmosfeer aanwezige CO2. Omdat de oceanen ongeveer 35% van deze uitstoot opnemen, rekent men dit energieverbruik slechts voor 65% aan.
- Vanaf het Living Planet Report 2008 (cijfers betreffende het jaar 2005) wordt de productie van kernenergie niet langer meegeteld in de ecologische voetafdruk omdat men de risico's en de impact ervan onvoldoende kon uitdrukken in termen van biocapaciteit. Tot dan werd deze productie gelijkgesteld aan het fossiele brandstofverbruik en in de voetafdruk opgenomen.

## Verwante begrippen

Meest effectieve manieren om de koolstofvoetafdruk te verminderen

- Het Eerlijke Aarde-aandeel: als alle bruikbare ruimte op aarde verdeeld wordt over alle mensen en de natuur voldoende ruimte krijgt om zichzelf te herstellen, dan zou elke bewoner gemiddeld recht hebben op 1,8 hectare (cijfers 2001). Dit heet het Eerlijk Aarde-aandeel. Sommige berekeningen komen uit op een lager getal, zoals de berekening van de voetafdruk door het Vlaams Overleg Duurzame Ontwikkeling, omdat men een extra 12% van de productieve oppervlakte voorbehoudt voor het behoud van de mondiale biodiversiteit.
- Dit noemt men ook de beschikbare biocapaciteit per persoon. Voor 2005 bedroeg de totale biologisch productieve oppervlakte 13,6 miljard mondiale hectares, ofwel 2,1 beschikbare mondiale hectare per persoon. De biocapaciteit (of biologische capaciteit) is de totale biologische productiecapaciteit van een biologisch productieve oppervlakte voor een gegeven jaar. Ze wordt uitgedrukt in mondiale hectare of in planeten. Eén planeet stelt de biocapaciteit van de Aarde voor voor een gegeven jaar.
- Koolstofvoetafdruk (carbon footprint): een maat voor de uitstoot van CO2 als gevolg van het gebruik van fossiele brandstoffen in het verkeer, luchtvaart, transport, productie van elektriciteit, verwarming enz.[1] Deze weegt duidelijk zwaar door in de voetafdruk: voor België-Luxemburg bijvoorbeeld voor 2,75 ha, voor Nederland 2,78 ha (2003).
- In 1798 publiceerde Thomas Malthus het pamflet An Essay on the Principle of Population, waarin hij voorspelde dat de bevolkingsgroei de economische groei voor zou blijven; dit zou leiden tot maatschappelijke ellende ('misery'). Hij introduceerde daarvoor de termen malthusiaans plafond, voor de maximale omvang die de bevolking kan bereiken in verhouding tot de beschikbare grond, en malthusiaanse catastrofe, waarbij de overbevolking zichzelf in evenwicht brengt door een verhoogde mortaliteit door hongersnood, ziekte en oorlog.
- Earth Overshoot Day: dit is de datum tijdens een bepaald jaar waarop dat de mensheid -vanaf 1 januari geteld- meer van de aarde verbruikt heeft dan wat de aarde zelf op één jaar terug kan opleveren, regenereren.
- In tegenstelling tot de voetafdruk, die de negatieve milieubelasting meet, focust de ecologische handafdruk op de bijdrage die men levert aan een duurzamere samenleving.

## Enkele getallen
Het Living Planet Report van 2010 (zie Bronnen) geeft volgende cijfers (die betrekking hebben op 2007) voor de gemiddelde Voetafdruk per inwoner voor onder meer:
| Continenten                 | Continenten  |  | Enkele landen                | Enkele landen |
| --------------------------- | ------------ |  | ---------------------------- | ------------- |
| Noord-Amerika               | 7,10 hectare |  | Verenigde Arabische Emiraten | 10,7 hectare  |
| Europa                      | 3,5 hectare  |  | Verenigde Staten             | 8,0 hectare   |
| Oceanië                     | 5,4 hectare  |  | België                       | 7,5 hectare   |
| Wereld                      | 2,7 hectare  |  | Nederland                    | 6,2 hectare   |
| Azië                        | 1,8 hectare  |  | Hongarije                    | 3,0 hectare   |
| Latijns-Amerika en Caraïben | 2,6 hectare  |  | Turkije                      | 2,7 hectare   |
| Beschikbare biocapaciteit   | 1,8 hectare  |  | Brazilië                     | 2,9 hectare   |
| Afrika                      | 1,4 hectare  |  | China                        | 2,2 hectare   |
|                             |              |  | Algerije                     | 1,6 hectare   |
|                             |              |  | Kenia                        | 1,1 hectare   |
|                             |              |  | India                        | 0,9 hectare   |

## Jaartabellen
Uit de resultaten van bedreigde diersoorten per land (LPI), consumptie per land, houtverbruik per land, CO2-uitstoot per land, cementverbruik per land wordt de ecologische voetafdruk berekend.
De resultaten in 1998 en 1999 worden vergeleken met het gemiddelde jaarverbruik van één man in 1995. Dus bestaat er geen echt eindtotaal per land van. Vanaf 2000 wordt de ecologische voetafdruk in hectare berekend. Het jaartal van het verslag slaat op de publicatie, niet op de oorsprong van de gegevens.
| Plaats | 2000                                  | 2002                               | 2004                              | 2006                              | 2008                                | 2010                                  | 2012                               |
| ------ | ------------------------------------- | ---------------------------------- | --------------------------------- | --------------------------------- | ----------------------------------- | ------------------------------------- | ---------------------------------- |
| 1      | Verenigde Arabische Emiraten 15,99 ha | Verenigde Arabische Emiraten 10,13 | Verenigde Arabische Emiraten 9,9  | Verenigde Arabische Emiraten 11,9 | Verenigde Arabische Emiraten 9,5 ha | Verenigde Arabische Emiraten 10,67 ha | Qatar 11,64 ha                     |
| 2      | Singapore 12,35                       | VS 9,70                            | VS 9,5                            | VS 9,6                            | VS 9,4                              | Qatar 10,51                           | Koeweit 9,68                       |
| 3      | VS 12,22                              | Canada 8,84                        | Koeweit 9,5                       | Finland 7,6                       | Koeweit8,9                          | Denemarken 8,26                       | Verenigde Arabische Emiraten 8,40  |
| 4      | Koeweit 10,31                         | Nieuw-Zeeland 8,68                 | Australië 7,7                     | Canada 7,6                        | Denemarken 8                        | België 8                              | Denemarken 8,22                    |
| 5      | Denemarken 9,88                       | Finland 8,42                       | Zweden 7,0                        | Koeweit 7,3                       | Australië 7,8                       | VS 7,99                               | VS 7,09                            |
| 6      | Nieuw-Zeeland 9,54                    | Noorwegen 7,92                     | Finland 7,0                       | Australië 6,6                     | Nieuw-Zeeland 7,7                   | Estland 7,87                          | België 7,09                        |
| 7      | Ierland 9,43                          | Koeweit 7,75                       | Estland 6,9                       | Estland 6,5                       | Canada 7,1                          | Canada 7                              | Australië 6,65                     |
| 8      | Australië 8,49                        | Australië 7,58                     | Canada 6,4                        | Zweden 6,1                        | Noorwegen 6,9                       | Australië 6,83                        | Canada 6,4                         |
| 9      | Finland 8,45                          | Zweden 6,73                        | Denemarken 6,4                    | Nieuw-Zeeland 5,9                 | Estland 6,4                         | Koeweit 6,33                          | Nederland 6,31                     |
| 10     | Canada 7,66                           | België 6,72                        | Ierland 6,2                       | Noorwegen 5,8                     | Ierland 6,3                         | Ierland 6,3                           | Ierland 6,19                       |
| 11     | Zweden 7,53                           | Denemarken 6,58                    | Noorwegen 6,2                     | Denemarken 5,8                    | Griekenland 5,9                     | Nederland 6,19                        | Finland 6,18                       |
| 12     | Frankrijk 7,27                        | Verenigd Koninkrijk 5,35           | Frankrijk 5,8                     | Frankrijk 5,6                     | Spanje 5,7                          | Finland 6,14                          | Singapore 6,08                     |
| 13     | Hongkong 7,14                         | Ierland 5,33                       | Griekenland 5,4                   | België 5,6                        | Uruguay 5,5                         | Zweden 5,88                           | Zweden 5,69                        |
| 14     | Estland 7,12                          | Frankrijk 5,26                     | Nieuw-Zeeland 5,5                 | Verenigd Koninkrijk 5,6           | Tsjechië 5,3                        | Tsjechië 5,75                         | Oman 5,67                          |
| 15     | Zwitserland 6,63                      | Griekenland 5,09                   | Verenigd Koninkrijk 5,4           | Spanje 5,4                        | Verenigd Koninkrijk 5,3             | Macedonië 5,65                        | Mongolië 5,51                      |
| 16     | Duitsland 6,31                        | Estland 4,94                       | Israël 5,3                        | Zwitserland 5,1                   | Finland 5,2                         | Letland 5,63                          | Macedonië 5,35                     |
| 17     | Tsjechië 6,30                         | Tsjechië 4,82                      | Zwitserland 5,3                   | Griekenland 5,0                   | België 5,1                          | Noorwegen 5,55                        | Oostenrijk 5,26                    |
| 18     | Verenigd Koninkrijk 6,29              | Nederland 4,81                     | Portugal 5,2                      | Ierland 5,0                       | Zweden 5,1                          | Mongolië 5,53                         | Tsjechië 5,24                      |
| 19     | Saoedi-Arabië 6,15                    | Japan 4,77                         | Tsjechië 5,0                      | Oostenrijk 4,9                    | Zwitserland 5                       | Spanje 5,42                           | Slovenië 5,19                      |
| 20     | Noorwegen 6,13                        | Oostenrijk 4,73                    | België 4,9                        | Tsjechië 4,9                      | Oostenrijk 5                        | Griekenland 5,4                       | Uruguay 5,05                       |
| 21     | Japan 5,94                            | Duitsland 4,71                     | Duitsland 4,8                     | Saoedi-Arabië 4,6                 | Frankrijk 4,9                       | Singapore 5,34                        | Zwitserland 4,98                   |
| 22     | België 5,88                           | Spanje 4,66                        | Spanje 4,8                        | Israël 4,6                        | Japan 4,9                           | Oostenrijk 5,31                       | Griekenland 4,89                   |
| 23     | Nederland 5,75                        | Rusland 4,49                       | Nederland 4,7                     | Duitsland 4,5                     | Israël 4,8                          | Slovenië 5,3                          | Frankrijk 4,88                     |
| 24     | Zuid-Korea 5,60                       | Portugal 4,47                      | Oostenrijk 4,6                    | Litouwen 4,4                      | Italië 4,8                          | Saoedi-Arabië 5,13                    | Noorwegen 4,74                     |
| 25     | Griekenland 5,58                      | Israël 4,94                        | Letland 4,4                       | Rusland4,4                        | Oman 4,7                            | Uruguay 5,13                          | Spanje 4,71                        |
| 26     | Italië 5,51                           | Zwitserland 4,12                   | Rusland 4,4                       | Nederland 4,4                     | Macedonië 4,6                       | Duitsland 5,09                        | Estland 4,71                       |
| 27     | Spanje 5,50                           | Saoedi-Arabië 4,07                 | Saoedi-Arabië 4,4                 | Japan 4,4                         | Slovenië 4,5                        | Zwitserland5,01                       | Verenigd Koninkrijk 4,67           |
| 28     | Oostenrijk 5,45                       | Zuid-Afrika 4,02                   | Japan 4,3                         | Portugal 4,2                      | Portugal 4,4                        | Frankrijk 5                           | Slowakije 4,63                     |
| 29     | Slovenië 5,40                         | Italië 3,84                        | Litouwen 3,9                      | Italië 4,2                        | Libië 4,3                           | Oman 4,99                             | Zuid-Korea 4,60                    |
| 30     | Israël 5,40                           | Uruguay 3,79                       | Slovenië 3,8                      | Zuid-Korea 4,1                    | Duitsland 4,2                       | Italië4,98                            | Duitsland 4,53                     |
| 31     | Polen 5,40                            | Polen 3,70                         | Italië 3,8                        | Kazachstan 4,0                    | Singapore 4,2                       | Verenigd Koninkrijk 4,9               | Mauritius 4,52                     |
| 32     | Rusland 5,36                          | Kazachstan 3,58                    | Polen 3,6                         | Hongarije 3,5                     | Nederland 4                         | Nieuw-Zeeland 4,89                    | Italië 4,50                        |
| 33     | Wit-Rusland 5,27                      | Slovenië 3,58                      | Slowakije 3,6                     | Turkmenistan 3,5                  | Polen 4                             | Zuid-Korea 4,87                       | Rusland 4,36                       |
| 34     | Hongarije 5,01                        | Slowakije 3,44                     | Hongarije 3,5                     | Libië 3,4                         | Turkmenistan 3,9                    | Maleisië 4,86                         | Litouwen 4,36                      |
| 35     | Portugal 4,99                         | Letland 3,43                       | Zuid-Korea 3,4                    | Slovenië 3,4                      | Wit-Rusland 3,9                     | Israël 4,82                           | Nieuw-Zeeland 4,29                 |
| 36     | Uruguay 4,91                          | Oekraïne 3,37                      | Oekraïne 3,3                      | Wit-Rusland 3,3                   | Rusland 3,7                         | Japan 4,71                            | Kroatië 4,16                       |
| 37     | Litouwen 4,76                         | Zuid-Korea 3,31                    | Wit-Rusland 3,2                   | Polen 3,3                         | Zuid-Korea 3,7                      | Litouwen 4,64                         | Japan 4,14                         |
| 38     | Oekraïne 4,76                         | Trinidad en Tobago 3,30            | Turkmenistan 3,1                  | Slowakije 3,2                     | Namibië 3,7                         | Kazachstan 4,54                       | Kazachstan 4,11                    |
| 39     | Kazachstan 4,45                       | Libië 3,28                         | Libië 3,1                         | Oekraïne 3,2                      | Botswana 3,6                        | Portugal 4,46                         | Portugal 4,10                      |
| 40     | Libië 4,36                            | Wit-Rusland 3,27                   | Maleisië 3,0                      | Trinidad en Tobago 3,1            | Hongarije 3,5                       | Rusland 4,4                           | Wit-Rusland 3,96                   |
| 41     | Taiwan 4,34                           | Macedonië 3,26                     | Kroatië 2,9                       | Bulgarije 3,1                     | Mongolië 3,5                        | Polen 4,35                            | Saoedi-Arabië 3,95                 |
| 42     | Mongolië 4,30                         | Turkmenistan 3,18                  | Zuid-Afrika 2,8                   | Mongolië3,1                       | Letland 3,5                         | Mauritius 4,26                        | Turkmenistan 3,95                  |
| 43     | Zuid-Afrika 4,04                      | Maleisië 3,16                      | Kazachstan 2,8                    | Kroatië 2,9                       | Mexico 3,4                          | Bulgarije 4,06                        | Israël 3,94                        |
| 44     | Slowakije 3,94                        | Chili 3,11                         | Roemenië 2,7                      | Libanon 2,9                       | Kazachstan 3,4                      | Slowakije 4,05                        | Letland 3,93                       |
| 45     | Joegoslavië 3,85                      | Hongarije 3,08                     | Bulgarije 2,7                     | Letland 2,6                       | Slowakije 3,3                       | Turkmenistan 3,94                     | Polen 3,91                         |
| 46     | Bulgarije 3,81                        | Litouwen 3,07                      | Chili 2,6                         | Mexico 2,6                        | Paraguay 3,3                        | Wit-Rusland 3,81                      | Maleisië 3,87                      |
| 47     | Argentinië 3,79                       | Noord-Korea 3,04                   | Uruguay 2,6                       | Iran 2,4                          | Kroatië 3,2                         | Kroatië 3,74                          | Hongarije 3,57                     |
| 48     | Letland 3,74                          | Argentinië 3,03                    | Belize 2,6                        | Papoea-Nieuw-Guinea 2,4           | Litouwen 3,2                        | Nepal 3,56                            | Bulgarije 3,54                     |
| 49     | Maleisië 3,68                         | Kroatië 2,69                       | Jamaica 2,6                       | Roemenië 2,4                      | Panama 3,2                          | Gambia 3,43                           | Mexico 3,27                        |
| 50     | Turkmenistan 3,62                     | Libanon 2,61                       | Argentinië 2,6                    | Chili 2,3                         | Libanon 3,1                         | Chili 3,23                            | Chili 3,21                         |
| 51     | Roemenië 3,49                         | Mongolië 2,58                      | Servië en Montenegro 2,6          | Bosnië en Herzegovina 2,3         | Chili 3                             | Paraguay 3,19                         | Oekraïne 3,16                      |
| 52     | Chili 3,39                            | Mexico 2,52                        | Mexico 2,5                        | Macedonië 2,3                     | Bosnië en Herzegovina 2,9           | Trinidad en Tobago 3,1                | Libië 3,15                         |
| 53     | Oman 3,39                             | Roemenië 2,52                      | Mauritius 2,4                     | Zuid-Afrika 2,3                   | Roemenië 2,9                        | Libië 3,04                            | Venezuela 3,00                     |
| 54     | Macedonië 3,24                        | Paraguay 2,51                      | Venezuela 2,4                     | Servië en Montenegro 2,3          | Venezuela 2,8                       | Mexico 2,99                           | Paraguay 2,96                      |
| 55     | Libanon 3,19                          | Brazilië 2,38                      | Trinidad en Tobago 2,3            | Argentinië 2,3                    | Bulgarije 2,7                       | Hongarije 2,98                        | Panama 2,92                        |
| 56     | Venezuela 2,88                        | Bulgarije 2,36                     | Macedonië 2,3                     | Maleisië 2,2 - Wereld             | Turkije 2,7                         | Brazilië 2,9                          | Brazilië 2,92                      |
| 57     | Paraguay 2,84 - Wereld                | Venezuela 2,34                     | Bosnië en Herzegovina 2,3         | Venezuela 2,2                     | Oekraïne 2,7                        | Libanon 2,9                           | Mauritanië 2,83                    |
| 58     | Costa Rica 2,77                       | Joegoslavië 2,14 - Wereld          | Libanon 2,3                       | Brazilië 2,1                      | Iran 2,7 - Wereld                   | Venezuela 2,9                         | Botswana 2,81                      |
| 59     | Turkije 2,73                          | Gabon 2,12                         | Paraguay 2,2                      | Turkije 2,1                       | Saoedi-Arabië 2,6                   | Oekraïne 2,89                         | Roemenië 2,81                      |
| 60     | Thailand 2,70                         | Jamaica 2,07                       | Brazilië 2,2                      | Costa Rica 2,0                    | Servië en Montenegro 2,6            | Panama 2,86                           | Libanon 2,81                       |
| 61     | Mexico 2,69                           | Turkije 1,98                       | Iran 2,1                          | Uruguay 1,9                       | Argentinië 2,5                      | Bosnië en Herzegovina 2,76            | Bosnië en Herzegovina 2,71         |
| 62     | Jamaica 2,68                          | Iran 1,98                          | Costa Rica 2,1                    | Panama 1,9                        | Soedan 2,4                          | Roemenië 2,7                          | Argentinië 2,67                    |
| 63     | Oezbekistan 2,65                      | Costa Rica 1,95                    | Turkije 2,0                       | Mauritius 1,9                     | Maleisië 2,4                        | Turkije 2,69                          | Papoea-Nieuw-Guinea 2,64           |
| 64     | Brazilië 2,60                         | Oezbekistan 1,91                   | Mongolië 1,9                      | Oezbekistan 1,8                   | Brazilië 2,4                        | Iran 2,68                             | Iran 2,63                          |
| 65     | Syrië 2,56                            | Azerbeidzjan 1,73                  | Oezbekistan 1,9                   | Jordanië 1,8                      | Costa Rica 2,3                      | Botswana 2,67                         | Bolivia 2,58                       |
| 66     | Iran 2,47                             | Panama 1,72                        | Syrië 1,9                         | Azerbeidzjan 1,7                  | Mauritius 2,3                       | Mauritanië 2,61                       | Zuid-Afrika 2,55                   |
| 67     | Moldavië 2,47                         | Tunesië 1,69                       | Jordanië 1,9                      | Jamaica 1,7                       | Albanië 2,2                         | Argentinië 2,6                        | Turkije 2,53                       |
| 68     | Mauritius 2,45                        | Syrië 1,62                         | Ecuador 1,8                       | Syrië 1,7                         | Ecuador 2,2                         | Bolivia 2,57                          | Servië 2,53                        |
| 69     | Trinidad en Tobago 2,43               | Algerije 1,55                      | Panama 1,8                        | China 1,6                         | Azerbeidzjan 2,2                    | Servië 2,39                           | Costa Rica 2,50                    |
| 70     | Kroatië 2,35                          | Jordanië 1,55                      | Gabon 1,7                         | Paraguay 1,6                      | Thailand 2,1                        | Thailand 2,36                         | Thailand 2,38                      |
| 71     | Panama 2,35                           | Ecuador 1,54                       | Thailand 1,6                      | Dominicaanse Republiek 1,6        | Trinidad en Tobago 2,1              | Niger 2,34                            | Ecuador 2,33                       |
| 72     | Tunesië 2,27                          | China 1,54                         | Dominicaanse Republiek 1,6        | Algerije 1,6                      | Bolivia 2,1                         | Zuid-Afrika 2,3                       | China 2,10                         |
| 73     | Ecuador 2,26                          | Nicaragua 1,53                     | Namibië 1,6                       | Botswana 1,6                      | China                               | China 2,21                            | Jordanië 2,10                      |
| 74     | Azerbeidzjan 2,18                     | Dominicaanse Republiek 1,53        | Egypte 1,5                        | Cuba 1,5                          | Zuid-Afrika 2,1                     | Namibië 2,13                          | Moldavië 2,07                      |
| 75     | Cuba 2,10                             | Thailand 1,53                      | China 1,5                         | Tunesië 1,5                       | Syrië 2,1                           | Papoea-Nieuw-Guinea 2,12              | Egypte 2,02                        |
| 76     | Gabon 2,06                            | Mauritius 1,50                     | Albanië 1,5                       | Ecuador 1,5                       | Nicaragua 2                         | Jordanië 2,06                         | Namibië 2,00                       |
| 77     | Noord-Korea 1,92                      | Egypte 1,49                        | Azerbeidzjan 1,5                  | Noord-Korea 1,4                   | Burkina Faso 2                      | El Salvador 2,02                      | Peru 1,99                          |
| 78     | Colombia 1,90                         | Cuba 1,49                          | Algerije 1,5                      | Albanië 1,4                       | Mauritanië 1,9                      | Jamaica 1,94                          | El Salvador 1,96                   |
| 79     | Kirgizië 1,87                         | Botswana 1,48                      | Oeganda 1,5                       | Gabon 1,4                         | Oezbekistan 1,8                     | Mali 1,93                             | Azerbeidzjan 1,94                  |
| 80     | Albanië 1,86                          | Namibië 1,47                       | Noord-Korea 1,5                   | Thailand 1,4                      | Colombia1,8                         | Honduras 1,91                         | Myanmar 1,92                       |
| 81     | China 1,84                            | Papoea-Nieuw-Guinea 1,42           | Cuba 1,4                          | Gambia 1,4                        | Honduras 1,8                        | Albanië 1,91                          | Cuba 1,86                          |
| 82     | Algerije 1,79                         | Guatemala 1,42                     | Tunesië 1,4                       | El Salvador 1,4                   | Tunesië 1,8                         | Tunesië 1,9                           | Tsjaad 1,85                        |
| 83     | Irak 1,73                             | Moldavië 1,38                      | Honduras 1,4                      | Egypte 1,4                        | Cuba 1,7                            | Ecuador 1,88                          | Mali 1,83                          |
| 84     | Jordanië 1,71                         | Irak 1,38                          | Tsjaad 1,3                        | Bolivia 1,3                       | Jordanië 1,7                        | Azerbeidzjan 1,88                     | Albanië 1,79                       |
| 85     | Egypte 1,70                           | Colombia 1,34                      | Colombia 1,3                      | Guatemala 1,3                     | Tsjaad 1,7                          | Colombia 1,87                         | Gabon 1,79                         |
| 86     | Botswana 1,68                         | Honduras 1,34                      | Papoea-Nieuw-Guinea 1,3           | Colombia 1,3                      | Papoea-Nieuw-Guinea 1,7             | Cuba 1,84                             | Oezbekistan 1,79                   |
| 87     | Marokko 1,56                          | Nigeria 1,33                       | Botswana 1,3                      | Moldavië 1,3                      | Egypte 1,7                          | Georgië 1,82                          | Colombia 1,76                      |
| 88     | El Salvador 1,55                      | Mauritanië 1,33                    | Guatemala 1,2                     | Honduras 1,3                      | Algerije 1,7                        | Myanmar 1,79                          | Guatemala 1,75                     |
| 89     | Indonesië 1,48                        | Zimbabwe 1,32                      | Bolivia 1,2                       | Mauritanië 1,3                    | Niger 1,6                           | Madagaskar 1,78                       | Tunesië 1,73                       |
| 90     | Zimbabwe 1,45                         | Centraal-Afrikaanse Republiek 1,25 | Senegal 1,2                       | Kirgizië 1,3                      | Mali 1,6                            | Guatemala 1,78                        | Armenië 1,70                       |
| 91     | Honduras 1,43                         | Guinea 1,21                        | El Salvador 1,2                   | Nicaragua 1,2                     | El Salvador 1,6                     | Armenië 1,76                          | Ghana 1,70                         |
| 92     | Filipijnen 1,42                       | El Salvador 1,19                   | Nigeria 1,2                       | Nigeria 1,2                       | Centraal-Afrikaanse Republiek 1,6   | Ghana 1,74                            | Honduras 1,70                      |
| 93     | Guatemala 1,40                        | Burkina Faso 1,18                  | Filipijnen 1,2                    | Senegal 1,2                       | Peru 1,6                            | Oezbekistan 1,74                      | Guinea 1,69                        |
| 94     | Papoea-Nieuw-Guinea 1,40              | Filipijnen 1,17                    | Indonesië 1,2                     | Swaziland 1,2                     | Noord-Korea 1,6                     | Soedan 1,72                           | Jamaica 1,69                       |
| 95     | Dominicaanse Republiek 1,37           | Peru 1,15                          | Moldavië 1,2                      | Namibië 1,1                       | Guatemala 1,5                       | Tsjaad 1,72                           | Soedan 1,60                        |
| 96     | Peru 1,33                             | Niger 1,15                         | Mauritanië 1,1                    | Niger 1,1                         | Dominicaanse Republiek 1,5          | Egypte 1,67                           | Algerije 1,60                      |
| 97     | Nigeria 1,31                          | Benin 1,15                         | Nicaragua 1,1                     | Armenië 1,1                       | Ghana 1,5                           | Guinea 1,65                           | Nicaragua 1,53                     |
| 98     | Bolivia 1,29                          | Mali 1,14                          | Mali 1,1                          | Oeganda 1,1                       | Armenië 1,4                         | Algerije 1,57                         | Oeganda 1,53                       |
| 99     | Bosnië en Herzegovina 1,29            | Kirgizië 1,14                      | Gambia 1,1                        | Indonesië 1,1                     | Somalië 1,4                         | Nicaragua 1,54                        | Senegal 1,51                       |
| 100    | Nicaragua 1,26                        | Indonesië 1,13                     | Niger 1,1                         | Filipijnen 1,1                    | Oeganda 1,4                         | Peru 1,54                             | Burkina Faso 1,49                  |
| 101    | Mauritanië 1,22                       | Kameroen 1,11                      | Burkina Faso 1,1                  | Tsjaad 1,0                        | Senegal 1,4                         | Oeganda 1,53                          | Syrië 1,43                         |
| 102    | Zambia 1,21                           | Marokko 1,10                       | Ghana 1,1                         | Angola 1,0                        | Ethiopië 1,4                        | Syrië 1,53                            | Swaziland 1,43                     |
| 103    | Liberia 1,16                          | Kenia 1,09                         | Cambodja 1,1                      | Soedan 1,0                        | Nigeria 1,3                         | Swaziland 1,49                        | Nigeria 1,42                       |
| 104    | Armenië 1,16                          | Ghana 1,07                         | Swaziland 1,1                     | Sri Lanka 1,0                     | Irak 1,3                            | Dominicaanse Republiek 1,48           | Georgië 1,41                       |
| 105    | Kenia 1,15                            | Rwanda 1,06                        | Irak 1,1                          | Burkina Faso 1,0                  | Gabon 1,3                           | Nigeria 1,44                          | Somalië 1,41                       |
| 106    | Congo-Brazzaville 1,15                | Soedan 1,06                        | Kirgizië 1,1                      | Ghana 1,0                         | Guinea 1,3                          | Gabon 1,42                            | Irak 1,40                          |
| 107    | Soedan 1,14                           | Oeganda 1,06                       | Sri Lanka 1,1                     | Guinea 0,9                        | Kameroen 1,3                        | Somalië 1,41                          | Dominicaanse Republiek 1,39        |
| 108    | Georgië 1,14                          | Bosnië en Herzegovina 1,05         | Centraal-Afrikaanse Republiek 1,1 | Myanmar 0,9                       | Vietnam 1,3                         | Vietnam 1,4                           | Gambia 1,36                        |
| 109    | Centraal-Afrikaanse Republiek 1,12    | Somalië 1,05                       | Zimbabwe 1,0                      | Laos 0,9                          | Moldavië 1,2                        | Moldavië 1,39                         | Vietnam 1,36                       |
| 110    | Ghana 1,12                            | Tanzania 1,03                      | Benin 1,0                         | Marokko 0,9                       | Gambia 1,2                          | Irak 1,35                             | Centraal-Afrikaanse Republiek 1,32 |
| 111    | Pakistan 1,09                         | Tsjaad 1,02                        | Soedan 1,0                        | Vietnam 0,9                       | Eritrea 1,1                         | Noord-Korea 1,32                      | Benin 1,32                         |
| 112    | Myanmar 1,07                          | Sri Lanka 1,00                     | Laos 1,0                          | Centraal-Afrikaanse Republiek 0,9 | Tanzania 1,1                        | Centraal-Afrikaanse Republiek 1,32    | Marokko 1,29                       |
| 113    | India 1,06                            | Gambia 1,00                        | Armenië 1,0                       | Peru 0,9                          | Marokko 1,1                         | Burkina Faso 1,32                     | Noord-Korea 1,28                   |
| 114    | Senegal 1,06                          | Albanië 0,96                       | Guinea 1,0                        | Togo 0,9                          | Zimbabwe 1,1                        | Filipijnen 1,3                        | Laos 1,27                          |
| 115    | Tanzania 1,02                         | Bolivia 0,96                       | Peru 0,9                          | Irak 0,9                          | Myanmar 1,1                         | Laos 1,27                             | Liberia 1,26                       |
| 116    | Nepal 1,01                            | Afghanistan 0,95                   | Myanmar 0,9                       | Zimbabwe 0,9                      | Kirgizië 1,1                        | Liberia 1,26                          | Kirgizië 1,26                      |
| 117    | Gambia 0,99                           | Congo 0,92                         | Togo 0,9                          | Jemen 0,8                         | Jamaica 1,1                         | Zimbabwe 1,24                         | Sri Lanka 1,17                     |
| 118    | Niger 0,97                            | Ivoorkust 0,92                     | Tanzania 0,9                      | Mali 0,8                          | Madagascar 1,1                      | Kirgizië 1,24                         | Cambodja 1,16                      |
| 119    | Somalië 0,97                          | Liberia 0,91                       | Kameroen 0,9                      | Kameroen 0,8                      | Lesotho 1,1                         | Benin 1,22                            | Tanzania 1,16                      |
| 120    | Benin 0,97                            | Georgië 0,91                       | Marokko 0,9                       | Ethiopië 0,8                      | Georgië 1,1                         | Marokko1,21                           | Madagascar 1,13                    |
| 121    | Ivoorkust 0,95                        | Armenië 0,88                       | Kenia 0,9                         | Benin 0,8                         | Kenia 1,1                           | Indonesië 1,2                         | Ethiopië 1,11                      |
| 122    | Vietnam 0,95                          | Madagaskar 0,88                    | Ivoorkust 0,9                     | Kenia 0,8                         | Laos 1,1                            | Tanzania 1,18                         | Sierra Leone 1,10                  |
| 123    | Sri Lanka 0,95                        | Angola 0,87                        | Sierra Leone 0,9                  | Lesotho 0,8                       | Sri Lanka 1,0                       | Kenia 1,11                            | Indonesië 1,09                     |
| 124    | Madagaskar 0,93                       | Malawi 0,87                        | Kongo0,9                          | Georgië 0,8                       | Benin 1,0                           | Ethiopië 1,11                         | Guinee-Bissau 1,07                 |
| 125    | Laos 0,91                             | Lesotho 0,96                       | Angola 0,8                        | India 0,8                         | Bhutan 1,0                          | Senegal 1,11                          | Kameroen 1,06                      |
| 126    | Burkina Faso 0,90                     | Togo 0,86                          | Madagaskar 0,8                    | Ivoorkust 0,7                     | Indonesië 0,9                       | Lesotho 1,08                          | Kongo 1,06                         |
| 127    | Tadzjikistan 0,90                     | Nepal 0,83                         | India 0,8                         | Sierra Leone 0,7                  | Cambodja 0,9                        | Sierra Leone 1,05                     | Lesotho 1,05                       |
| 128    | Rwanda 0,90                           | Cambodja 0,83                      | Vietnam 0,8                       | Eritrea 0,7                       | Mozambique 0,9                      | Kameroen 1,04                         | Togo 0,99                          |
| 129    | Kameroen 0,89                         | Haïti 0,82                         | Zambia 0,8                        | Cambodja 0,7                      | Jemen 0,9                           | Cambodja 1,04                         | Filipijnen 0,96                    |
| 130    | Oeganda 0,88                          | Laos 0,82                          | Georgië 0,8                       | Madagaskar 0,7                    | Angola 0,9                          | Rwanda 1,03                           | Kenia 0,91                         |
| 131    | Malawi 0,87                           | Congo-Brazzaville 0,80             | Guinee-Bissau 0,7                 | Tanzania 0,7                      | Guinee-Bissau 0,9                   | Ivoorkust 1,01                        | Tadzjikistan 0,87                  |
| 132    | Mali 0,86                             | Eritrea 0,79                       | Liberia 0,7                       | Nepal 0,7                         | India 0,9                           | Angola 1                              | Angola 0,86                        |
| 133    | Ethiopië 0,85                         | Ethiopië 0,78                      | Rwanda 0,7                        | Burundi 0,7                       | Ivoorkust 0,9                       | Tadzjikistan 1                        | Jemen 0,85                         |
| 134    | Guinea 0,85                           | India 0,77                         | Ethiopië 0,7                      | Liberia 0,7                       | Filipijnen 0,9                      | Kongo 0,97                            | India 0,84                         |
| 135    | Cambodja 0,83                         | Vietnam 0,76                       | Burundi 0,7                       | Guinee-Bissau 0,7                 | Liberia 0,9                         | Togo 0,96                             | Burundi 0,81                       |
| 136    | Togo 0,82                             | Jemen 0,71                         | Congo 0,7                         | Rwanda 0,7                        | Burundi 0,8                         | Guinee-Bissau 0,96                    | Zambia 0,81                        |
| 137    | Angola 0,82                           | Myanmar 0,70                       | Jemen 0,7                         | Tadzjikistan 0,6                  | Pakistan 0,8                        | Jemen 0,94                            | Mozambique 0,75                    |
| 138    | Guinee-Bissau 0,80                    | Guinee-Bissau 0,70                 | Pakistan 0,7                      | Mozambique 0,6                    | Togo 0,8                            | Zambia 0,92                           | Nepal 0,73                         |
| 139    | Bhutan 0,79                           | Tadzjikistan 0,66                  | Malawi 0,7                        | Zambia 0,6                        | Rwanda 0,8                          | India 0,91                            | Malawi 0,73                        |
| 140    | Haïti 0,78                            | Pakistan 0,64                      | Eritrea 0,7                       | Congo 0,6                         | Sierra Leone 0,8                    | Burundi 0,9                           | Pakistan 0,72                      |
| 141    | Mozambique 0,76                       | Sierra Leone 0,54                  | Mozambique 0,7                    | Pakistan 0,6                      | Zambia 0,8                          | Eritrea 0,89                          | Rwanda 0,68                        |
| 142    | Burundi 0,75                          | Bangladesh 0,53                    | Lesotho 0,6                       | Congo-Brazzaville 0,6             | Nepal 0,8                           | Mozambique 0,78                       | Bangladesh 0,63                    |
| 143    | Tsjaad 0,75                           | Burundi 0,48                       | Nepal                             | Haïti 0,6                         | Swaziland 0,7                       | Pakistan 0,76                         | Eritrea 0,63                       |
| 144    | Sierra Leone 0,73                     | Mozambique 0,47                    | Bangladesh                        | Malawi 0,6                        | Tadzjikistan 0,7                    | Congo-Brazzaville 0,76                | Haïti 0,56                         |
| 145    | Congo-Kinshasa 0,69                   |                                    | Tadzjikistan 0,66                 | Bangladesh 0,5                    | Congo-Brazzaville 0,6               | Malawi 0,73                           | Afghanistan 0,52                   |
| 146    | Jemen 0,69                            |                                    | Haïti 0,82                        | Somalië 0,4                       | Bangladesh 0,6                      | Palestina 0,73                        | Oost-Timor 0,45                    |
| 147    | Namibië 0,66                          |                                    | Somalië 0,4                       | Afghanistan 0,1                   | Congo 0,5                           | Haïti 0,67                            | Palestina 0,44                     |
| 148    | Bangladesh 0,60                       |                                    | Afghanistan 0,3                   |                                   | Haïti 0,6                           | Afghanistan 0,62                      |                                    |
| 149    | Afghanistan 0,59                      |                                    |                                   |                                   | Afghanistan 0,5                     | Bangladesh 0,62                       |                                    |
| 150    | Eritrea 0,35                          |                                    |                                   |                                   | Malawi 0,5                          | Oost-Timor 0,44                       |                                    |

### België
De beschikbare gegevens zijn deze van België en Luxemburg samen.
| Jaar   | 2000  | 2002 | 2004  | 2006 | 2008 | 2010 | 2012 |
| ------ | ----- | ---- | ----- | ---- | ---- | ---- | ---- |
| ha     | 5,88  | 6,72 | 4,9   | 5,8  | 5,1  | 8,00 | 7,09 |
| Plaats | 22ste | 10de | 20ste | 13de | 17de | 4de  | 6de  |

### Nederland
| Jaar   | 2000  | 2002 | 2004  | 2006  | 2008  | 2010 | 2012 |
| ------ | ----- | ---- | ----- | ----- | ----- | ---- | ---- |
| ha     | 5,75  | 4,81 | 4,7   | 4,4   | 4,0   | 6,19 | 6,31 |
| Plaats | 23ste | 18de | 23ste | 26ste | 32ste | 11de | 9de  |

## Discussie
Na de presentatie van de ecologische voetafdruk is de kritiek niet uitgebleven (zie onder andere Van den Bergh & Verbruggen, 1998). Een belangrijk punt van kritiek is dat het heel moeilijk is de milieubelasting voor alle activiteiten en regio's op een uniforme wijze vast te stellen en te meten. Waar ligt de grens van een stad bijvoorbeeld? En hoe kun je de voordelen van wereldhandel in het model verwerken? En niet onbelangrijk: de hypothetische totale voetafdruk is groter dan de aarde aankan, al is deze uitkomst juist veelzeggend. Andere kritiek betreft de beperking tot gemakkelijk meetbare kwesties. Moeilijke of andersoortige kwesties (de vervuiling van verzurende stoffen en microverontreinigingen, zoals dioxines of zware metalen) of biodiversiteit kunnen niet goed worden opgenomen in het model.
Toch wordt de ecologische voetafdruk veel gebruikt. Erkend wordt dat kwantificering moeilijk is en niet alle milieuproblemen in het model passen. Maar, zo zeggen de aanhangers, je kunt aangezet door dit model, de zaak wel proberen te benaderen. Aanvullingen zijn nodig voor bijvoorbeeld handel en verontreiniging. Maar de ecologische voetafdruk laat volgens de aanhangers juist wel veel ontwikkelingen goed zien, bijvoorbeeld dat de mondiale voetafdruk nu al veel groter is dan de aarde aankan, iets wat ook via andere modellen wordt aangetoond (zie onder andere Juffermans 2006). Het duidelijkst is de te grote uitstoot van CO2, die niet meer door de aarde kan worden geabsorbeerd.
Dat de voetafdruk niet alles meet is waar. Het gaat eigenlijk alleen maar om gebruiksruimte en fossiel energiegebruik, maar dit zijn volgens aanhangers wel twee cruciale factoren voor het werken aan mondiale duurzaamheid.
Dat ondanks mogelijke kritiek de ecologische voetafdruk gebruikt wordt op verschillende plaatsen in de wereld (onder andere in de EU) wordt eruit verklaard dat het een belangrijke indicator voor mondiale duurzaamheid is. En een beter model is er vooralsnog niet.